# Katherine Winder
Katherine Winder Cochella (* 23. April 1992) ist eine peruanische Badmintonspielerin. 

## Karriere
Katherine Winder gewann bei den Südamerikaspielen 2010 Gold im Damendoppel mit Claudia Zornoza und Gold mit dem peruanischen Team. Bereits 2008 hatte sie gemeinsam mit Zornoza die Puerto Rico International gewonnen und war bei derselben Veranstaltung auch im Mixed mit Andrés Corpancho erfolgreich. 2009 erkämpfte sie sich zwei Titel bei den Colombia Internacional.

## Sportliche Erfolge
| Saison | Veranstaltung                        | Disziplin   | Platz | Name                                |
| ------ | ------------------------------------ | ----------- | ----- | ----------------------------------- |
| 2004   | Panamerikameisterschaft Junioren U13 | Damendoppel | 1     | Katherine Winder / Lorena Duany     |
| 2008   | Puerto Rico International            | Mixed       | 1     | Andrés Corpancho / Katherine Winder |
| 2008   | Puerto Rico International            | Damendoppel | 1     | Claudia Zornoza / Katherine Winder  |
| 2009   | Colombia International               | Mixed       | 1     | Mario Cuba / Katherine Winder       |
| 2009   | Colombia International               | Dameneinzel | 1     | Katherine Winder                    |
| 2009   | Puerto Rico International            | Mixed       | 1     | Bruno Monteverde / Claudia Zornoza  |
| 2010   | Südamerikaspiele                     | Damendoppel | 1     | Katherine Winder / Claudia Rivero   |
| 2010   | Südamerikaspiele                     | Mannschaft  | 1     | Peru                                |